# 大熊町
大熊町（おおくままち）は、福島県浜通りに位置し、双葉郡（1896年以前は標葉郡）に属する町。
北隣の双葉町にまたがって東京電力福島第一原子力発電所があり（1号機から4号機が大熊町、5号機と6号機は双葉町）、東日本大震災（2011年3月11日）に東日本大震災に伴い起こった福島第一原子力発電所事故により大きな影響を受け、廃炉と復興が進められている。

## 地理
阿武隈山系の東に開けた浜通り地方の中央に位置しており、東は太平洋に開ける。行政上では、北に浪江町と双葉町、西に田村市、南に川内村および富岡町と隣接する。
- 山 ：三郡森（さんぐんもり）、日隠山（ひがくれやま。標高601.5m）
- 川 ：熊川、夫沢川、小入野川

### 隣接する自治体
- 双葉郡 ：浪江町、双葉町、富岡町、川内村
- 田村市

## 歴史
かつて「苦麻」と呼びならわされてきた時代から近現代に至るまで、大熊は南北の勢力がせめぎ合う「境界地帯」という歴史を歩んで来た。歴史地理学的には、大熊は「関東と東北の境界地帯」の北口という色が濃い。

### 「苦麻」時代
- 特徴：「苦麻」の村

7世紀前半の国造の時代には、現在の大熊は石城国造の北限、多珂国の北限であり、「苦麻（くま）の村」と呼ばれていた。又、助川（現在の茨城県日立市）が「道口岐閉（みちのくちのきへ）」と呼ばれたのに対して、苦麻の村は「道尻岐閉（みちのしりのきへ）」と呼ばれていた。多珂国は、高国造・菊多国造・石城国造の3地域が統合されて成立した地域国家であり、これが20世紀前半には日立鉱山と常磐炭田によるエネルギー源地帯になるなど、地理的・歴史的同一性を有する地域である。
7世紀後半に律令制が浸透すると、多珂国は常陸国に編入され、苦麻の村は常陸国の北限になった。しかし、奈良時代当初の718年になると、現在の勿来（平潟トンネル）を境に菊多郡以北は常陸国から分離され、勿来から亘理までを範囲とする石城国に編入され、苦麻の村は石城国の中部に位置する一村落となった。しかし、728年頃には、石城国は陸奥国に編入された。

### 「熊川」時代
- 特徴：標葉氏と相馬氏の領土の南限

7世紀の「苦麻の村」は、やがて当地を流れる川の名から熊川（くまかわ）と呼ばれるようになり、この時代は戊辰戦争終結まで続いた。
鎌倉開府から戦国時代前半までは、熊川は標葉氏の領土となり、その標葉氏の領土の南限となった。
しかし、戦国時代後半になると、標葉氏は相馬氏に倒された。相馬氏による統治は戦国時代後半から戊辰戦争終結まで続き、熊川は相馬氏の領土の南限となった。そして、戦国時代の相馬氏と岩城氏の境と、江戸時代の相馬中村藩と磐城平藩の境が、現在の大熊町と富岡町の境に位置する夜ノ森であった。戦国時代末期に、熊川は、相馬氏・岩城氏・田村氏の緩衝地帯であり、田村氏領が豊臣秀吉に逆らって領土拡大を続ける伊達政宗の属領となると、相馬氏は岩城氏とともに熊川から西進して田村氏の領土へ侵攻した。このルートが、現在の国道288号である。
江戸時代の徳川幕藩体制下では熊川は中村藩の領内に入り、浜街道（現在の国道6号）の宿場町が整備され、熊川宿の宿場町として栄えた。

### 「大熊」時代

#### 戊辰戦争と町村制度施行
- 特徴：浜通り中部の一村落

1868年9月22日に戊辰戦争で相馬中村藩が明治政府軍に敗北した結果、熊川など旧中村藩領は磐城国に入れられた。1871年8月29日の廃藩置県では、熊川は当初中村県に属したが、1872年1月9日には中村県と平県（旧磐城平藩）が合併して磐前県となった。しかし、1876年8月21日には、磐前県は福島県（中通り）と若松県（会津）と合併され、これ以後は福島県に属している。
- 1889年4月1日：町村制施行に伴い、標葉郡大野村と熊町村が発足。
- 1896年4月1日：標葉郡と楢葉郡が合併し、双葉郡となる。
- 1904年11月22日：常磐線大野駅開業。
- 1954年11月1日：大野村と熊町村が合併され、大熊町が発足[2]。

#### 高度経済成長期
- 特徴：「エネルギー源地帯」の北限

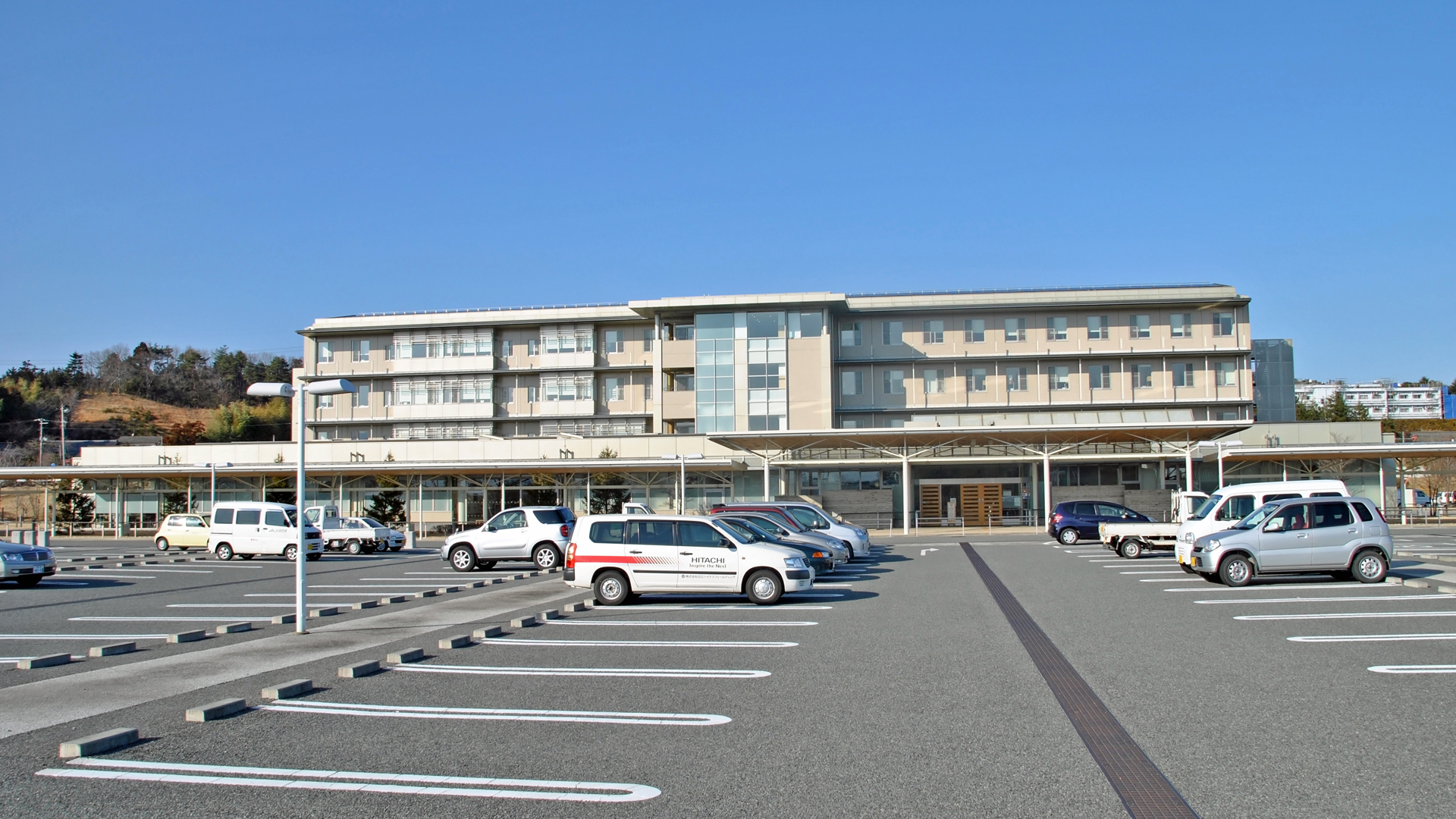
大野病院（2011年2月23日）

高度経済成長の結果、助川（日立市）から夜ノ森までに渡る鉱業地帯（20世紀前半の日立鉱山や常磐炭田）が衰えると、石炭に代わって石油や原子力が新しいエネルギー源として注目されるようになった。その高度経済成長期の1967年9月29日に、大熊にて東京電力の福島第一原子力発電所が着工した（開業：1971年3月26日）。その2日後の1967年10月1日に、平駅（現：いわき駅）から岩沼駅の間の電化により、常磐線が全線電化された。こうして、大熊は「エネルギー源地帯」の北限となった。それまで農業のできない冬には出稼ぎに行っていた大熊や浪江など夜ノ森周辺の住民は、原発関連の仕事をすることで一年中地元で働けるようになったため、住民にとって原発は、安定的な働き口とかなりの補助金を与えてくれた「福の神」とされていた。
福島第一原発が開業し、高度経済成長が鎮まると、福島第一原発を描いた「原子力もなか」が大熊の土産として販売されていた。そして、医師不足と過疎問題を象徴する出来事として、2006年には大野病院事件が発生した。

### 福島第一原発事故と復興
2011年3月11日の東日本大震災では、大熊は震度6強を記録する被害を受けた。この震災に誘発され、翌3月12日15時36分、福島第一原発1号機で水素爆発が発生した。放射線被曝を避けるために3月13日以降：原発事故の影響を受けて住民の退避が必至となり、仮役場が設置された福島県田村市船引町船引にある田村市総合体育館に多くの住民が移動・避難した（避難住民・避難場所は他にも散在）。3月14日11時1分には、福島第一原発3号機でも水素爆発が発生した。

4月3日以降、上述の仮役場と避難住民は、同じ福島県でさらに内陸部にある会津若松市栄町の会津若松市役所追手町第二庁舎へ再移転・再移動した。4月5日には移転先にて、大熊町役場会津若松出張所を開設した（大熊町社会福祉協議会、大熊町商工会を含む）。4月中旬には会津若松にて小学校と中学校、幼稚園が開校・開園した（小学校と幼稚園は地元の既存校・既存園を統合した正式名称「大熊町立小学校」や「大熊町立幼稚園」の分校・分園、中学校は既存校の分校である）。
警戒区域指定後
原発事故を受けて、町役場と住民が近隣地域に退避し、2011年4月22日から2012年12月9日までは除染や瓦礫の撤去、並びに復旧作業を行う作業員以外の町民の立ち入りが全面禁止される警戒区域となっていた。同12月10日午前0時を期して「帰還困難区域」（従来どおり作業員以外の住民の立ち入り・一時帰宅禁止。但し指定された日や事前の予約により日中の一時帰宅（宿泊不可）が可能な場合もある　全人口の96%の元居住地にあたる）と「居住制限区域」「避難指示準備解除区域」（日中の時間帯のみ、町からの許可を得ることを前提に立ち入り・一時帰宅できるが、宿泊不可　これらを合わせて全人口の4%の元居住地）に再編された。「居住制限区域」・「避難指示解除準備区域」については2019年4月10日午前0時に避難指示を解除した。大野駅周辺の「帰還困難区域」についても2020年3月5日午前0時に避難指示を解除した。2021年3月8日午前9時には立ち入りできる区域が一部追加され、同年11月30日には「特定復興再生拠点区域」の全域で立ち入りができるようになり、2022年6月30日午前9時には「特定復興再生拠点区域」の全域の避難指示を解除した。
2013年4月から2019年3月にかけて、町の臨時職員となった60歳前後の男性6人が通称「じじい部隊」として、町西部にある坂下ダム近くの町役場現地連絡事務所を拠点に、町内の見回りなどを行った。
福島第一原発は廃炉工程が行われている。

#### 復興と再生可能エネルギーの町への転換
原発事故を受けて再生可能エネルギーの町へと転換を図っている。町内で太陽光発電などにより生み出した電力を東京都中央区へ送り、町内の森林で二酸化炭素を吸収する脱炭素連携協定を2024年1月18日に結んだ。
2024年には、立命館大学などを運営する学校法人立命館と復興に向けた連携協定を結んだ。

## 行政

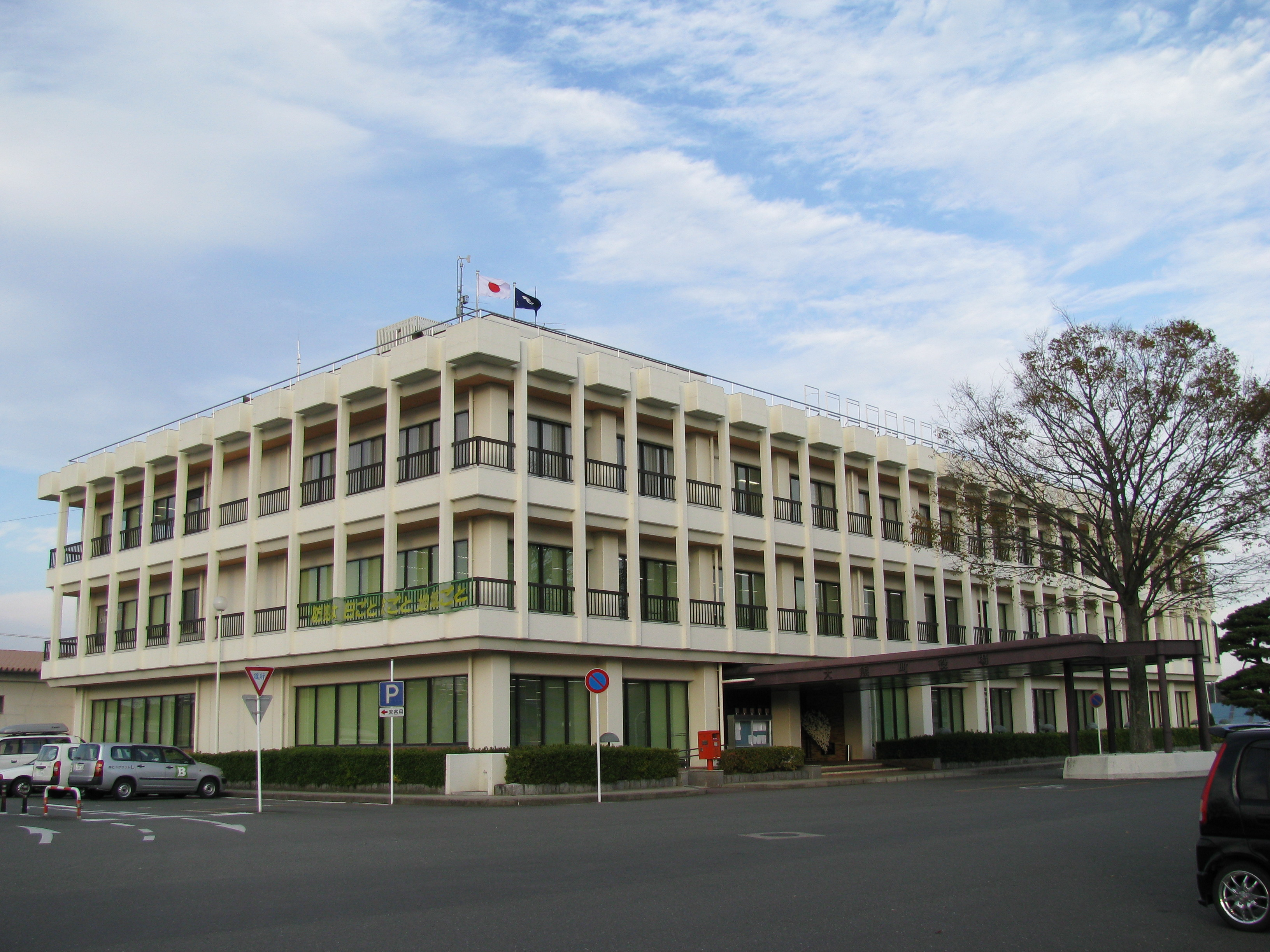
旧町役場。原発事故後、町長権限事務は大熊町役場会津若松出張所へ一時移った。

町長：吉田淳（2019年11月20日就任。2期目）
- 歴代町長

| 代 | 氏名     | 就任           | 退任           | 備考             |
| -- | -------- | -------------- | -------------- | ---------------- |
| 1  | 小畑重   | 1954年12月3日  | 1962年12月2日  |                  |
| 2  | 志賀秀正 | 1962年12月3日  | 1979年8月6日   |                  |
| 3  | 遠藤正   | 1979年9月25日  | 1987年9月      |                  |
| 4  | 志賀秀朗 | 1987年9月20日  | 2007年9月19日  | 志賀秀正の息子。 |
| 5  | 渡辺利綱 | 2007年9月20日  | 2019年11月20日 |                  |
| 6  | 吉田淳   | 2019年11月20日 | 現職           |                  |

- 町議会：定数12人（現在の議員の任期は2019年11月19日まで）

## 姉妹都市・提携都市
- バサースト市（オーストラリア ニューサウスウェールズ州） ：1991年3月[14]に姉妹都市提携。

## 人口
| 大熊町（に相当する地域）の人口の推移 \| 1970年（昭和45年） \| 7,750人 \| \| \| 1975年（昭和50年） \| 8,190人 \| \| \| 1980年（昭和55年） \| 9,296人 \| \| \| 1985年（昭和60年） \| 9,988人 \| \| \| 1990年（平成2年） \| 10,304人 \| \| \| 1995年（平成7年） \| 10,656人 \| \| \| 2000年（平成12年） \| 10,803人 \| \| \| 2005年（平成17年） \| 10,992人 \| \| \| 2010年（平成22年） \| 11,515人 \| \| \| 2015年（平成27年） \| 0人 \| \| \| 2020年（令和2年） \| 847人 \| \| |          |  |
| 総務省統計局 国勢調査より |          |  |
| 1970年（昭和45年） | 7,750人  |  |
| 1975年（昭和50年） | 8,190人  |  |
| 1980年（昭和55年） | 9,296人  |  |
| 1985年（昭和60年） | 9,988人  |  |
| 1990年（平成2年） | 10,304人 |  |
| 1995年（平成7年） | 10,656人 |  |
| 2000年（平成12年） | 10,803人 |  |
| 2005年（平成17年） | 10,992人 |  |
| 2010年（平成22年） | 11,515人 |  |
| 2015年（平成27年） | 0人      |  |
| 2020年（令和2年） | 847人    |  |

## 施設
- 原子力センター
- 福島第一原子力発電所
- 福島県栽培漁業センター
- 大熊町文化センター
- 福島県立大野病院
- 双葉病院

## 交通

### 鉄道
東日本旅客鉄道（JR東日本）
- 常磐線：大野駅
  - 広範囲な連絡：特急「ひたち」
    - 2020年3月14日、常磐線全線復旧に伴い、乗り換え不要で南方面はいわき駅・水戸駅・上野駅、北方面は原ノ町駅・相馬駅・仙台駅へのアクセスが再び可能になり、南方面は更に上野東京ラインを経由して東京駅・品川駅へのアクセスも可能になった[15]。

### 路線バスなど
- 新常磐交通 - 富岡町・大熊町・浪江町を結ぶ。
  - 富岡駅前 - さくらモール診療所前 - 富岡町役場 - 大熊町役場 - 大野駅前 - 双葉駅前 - 浪江駅前 - 道の駅なみえ - FH2R ※土日祝日運休
- 生活循環バス - 町中心部と大野駅を結ぶ路線と、町中心部と隣の富岡町内にある生活施設を結ぶ路線の2路線。いずれも無料。
  - 大川原公営住宅 - 大熊町役場 - 大野駅西口
  - 大川原公営住宅 - 大熊町役場 - さくらモール - 富岡駅前
- デマンドタクシー - 帰還困難区域以外の町内全域で利用可能。

### 道路
一般国道
- 国道6号
  - 北方面：双葉町、浪江町、南相馬市、相馬市、新地町、宮城県の各市町
  - 南方面：富岡町、楢葉町、広野町、いわき市、茨城県の各市
- 国道288号
  - 西方面：田村市、三春町、郡山市
  - 東方面：双葉町

主要地方道
- 福島県道35号いわき浪江線

一般県道
- 福島県道166号大野停車場大川原線
- 福島県道251号小良ヶ浜野上線
- 福島県道252号夫沢大野停車場線
- 福島県道391号広野小高線

高速道路
- E6 常磐自動車道
  - 大熊IC

## 観光

### 名所
- 温泉
  - 玉の湯
- 馬の背岬
- 熊川海水浴場
- 坂下ダム

### 名産
- 梨、キウイフルーツ
- ヒラメ
- 翠のしずく（キウイフルーツのワイン）
- 原子力もなか

### 祭事・催事
- 2月：おおくま駅伝大会
- 10月：町内体育祭
- 8月：熊川稚児鹿舞（震災後も避難先で復活[16]）
- 11月：ふるさと祭り

## 教育施設
福島原発事故前、町内には高等学校1校、中学校1校、小学校2校、幼稚園1園が設置されていた。福島原発事故後、主要な避難場所である会津若松市にて中学校、小学校、幼稚園が再開された。小学校と幼稚園は、地元の既存校・既存園を統合した正式名称「大熊町立小学校」や「大熊町立幼稚園」の分校や分園であった。
2022年4月、町立小中学校3校が義務教育学校1校に統合した。2023年4月、大熊町に帰還し、8月に新校舎に移転した。同年4月、それまでの幼稚園に代わる認定こども園が開園した。
高等学校
- 福島県立双葉翔陽高等学校（2017年より休校[19]）

義務教育学校
- 大熊町立学び舎ゆめの森

認定こども園
- 大熊町立認定こども園学び舎ゆめの森[20]